# Sülzeunruhen

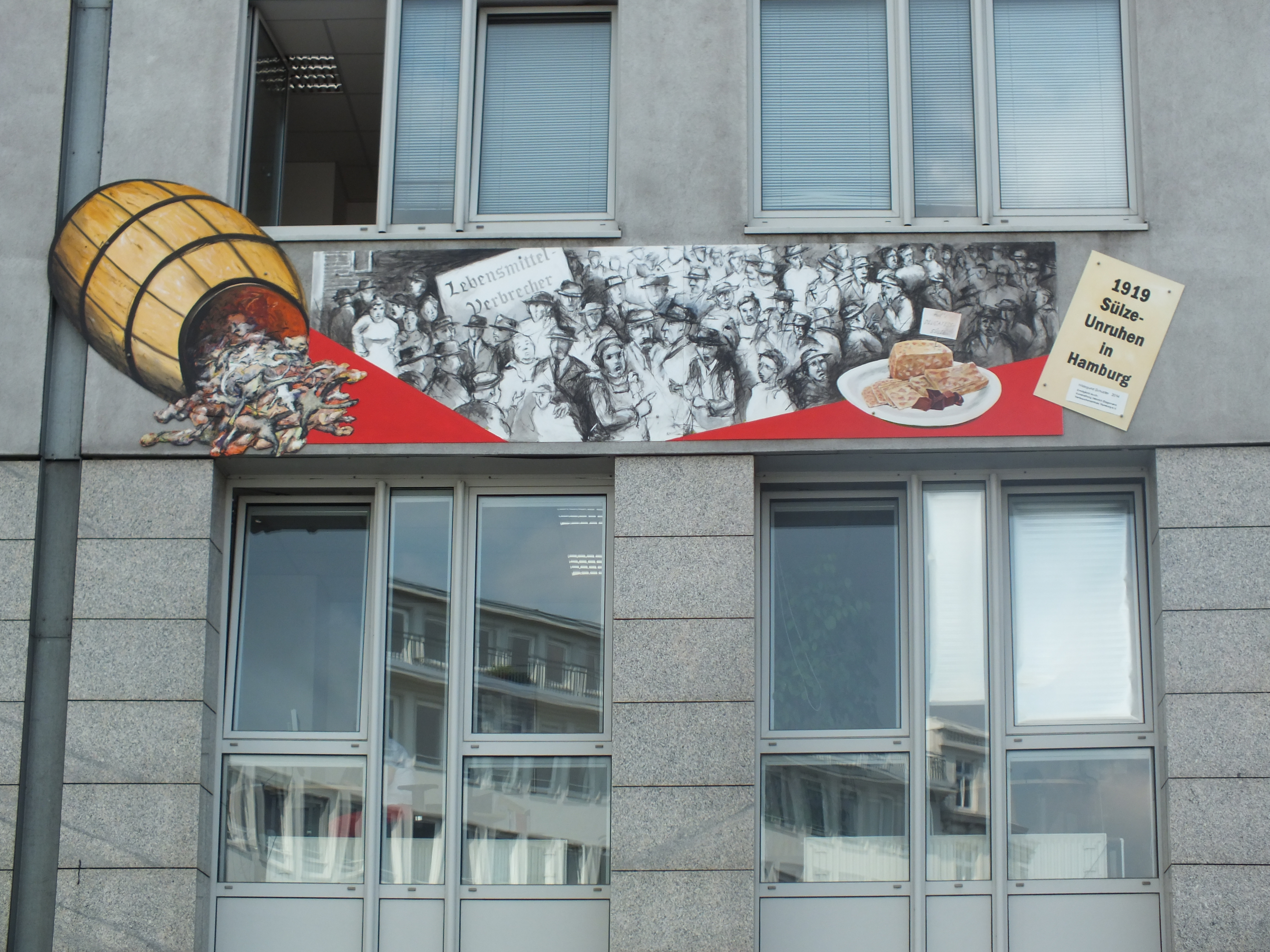
Wandbild zu den Sülzeunruhen an der Hamburger Verbraucherzentrale von Hildegard Schuster (2015)

Die Sülzeunruhen, auch als Hamburger Sülzeaufstand bekannt, ereigneten sich im späten Juni 1919 in Hamburg. Auslöser war die Annahme der Bevölkerung, dass verfaulte Kadaver zu Sülze verarbeitet und verkauft würden. Infolge der Unruhen marschierten Reichswehr und Freikorps in die Hansestadt ein.

## Ablauf
In Hamburg war die politische Stimmung im Juni 1919 gespannt: Die Ereignisse und Spannungen der Novemberrevolution wirkten noch nach, die Bayerische Räterepublik war kurz zuvor blutig zerschlagen worden. Während die Arbeiter um die Errungenschaften der Revolution fürchteten und sich einer bewaffneten Konterrevolution ausgesetzt fühlten, sorgten sich Bürgertum und Handel um die öffentliche Sicherheit und fürchteten Aufstand und Anomie. Wenige Wochen zuvor endete ein vom Stadtkommandanten ausgerufener Belagerungszustand, nachdem hamburgweite Erwerbslosendemonstrationen in den Osterunruhen mündeten.
Der Konflikt brach in Hamburg aus, als am 23. Juni 1919 ein Fass mit verfaulten Kadavern vor der Fleischwarenfabrik Heil in der Kleinen Reichenstraße zerbrach. Das Unternehmen war eigentlich eine Gerberei, deren Besitzer von der herrschenden Not zu profitieren suchte. Dem diente auch die Umbenennung. Die zusammengelaufene Menge mutmaßte, die Kadaver würden in der Fabrik zu Sülze verarbeitet, und stürmte das Gelände, wo sie weitere Kadaver von Ratten, Hunden und Katzen fand. Dass in der Fabrik auch Abfälle für Leimfabriken gesammelt wurden, war der aufgebrachten Menge unbekannt, diese hätten aber auch damals schon betrieblich sauber getrennt werden müssen. Klären ließ sich dies jedoch nicht. Der Fabrikbesitzer wurde daraufhin in die Kleine Alster geworfen und entging nur knapp dem Tod.
In den folgenden Tagen durchsuchten Menschenmengen verschiedene andere Fleischfabriken und fanden viele Anzeichen für Fleischpanschereien. Am Morgen des 24. Juni 1919 wurden bei Starck & Co. stinkende Kadaverabfälle gefunden, gleiches galt für Roßkamp & Staack in Hohenfelde. Die Unruhen breiteten sich über die Stadt aus und griffen auch auf das benachbarte Altona über. Nicht nur die Fabrikbesitzer, sondern auch staatliche Stellen, der Komplizenschaft beschuldigt, wurden Ziel gewalttätiger Angriffe.
Am Rathausmarkt kam es zu einer ersten Eskalation. Nachdem dort ein „Pranger“ für verschiedene Beschuldigte aufgestellt worden war, versuchte die Rathauswache einzugreifen. Schüsse fielen, eine in der Arbeiterschaft verhasste Zeitfreiwilligenabteilung marschierte auf, eine Handgranate explodierte, das Rathaus wurde belagert.
In den folgenden Tagen erklärte Reichswehrminister Gustav Noske (SPD) die Reichsexekution und beauftragte Generalmajor Paul von Lettow-Vorbeck, die Unruhen niederzuschlagen. Als Reichswehr-Truppen am 27. Juni in die mittlerweile wieder weitgehend ruhige Stadt einmarschierten, konnten die Soldaten zur Umkehr überredet werden, als ihnen die tatsächliche Lage in Hamburg geschildert wurde. Am 1. Juli 1919 jedoch marschierten Reichswehr- und Freikorps-Truppen, darunter auch Freiwilligenverbände aus Altona des Freikorps Bahrenfeld, in die Stadt ein. Sie besetzten die Arbeiterwohnviertel, vielerorts hissten sie die schwarz-weiß-rote Flagge des Kaiserreichs, Arbeiter und Funktionäre wurden unter oft willkürlichen Anschuldigungen verhaftet und misshandelt. Die Freikorps machten großzügigen Gebrauch von ihren Schusswaffen, um „Plünderer und Heckenschützen“ niederzustrecken. Zudem galt in den Vierteln eine „Schnelljustiz“ durch die Truppen.

## Wirkung
Langfristig führte der Aufstand zu einer Neuverteilung der militärischen Machtverhältnisse in der Stadt. Während einerseits die noch aus Revolutionszeiten stammende „Volkswehr“ aufgelöst wurde, wurden die bürgerlichen und oft republikfeindlichen Zeitfreiwilligenverbände und Einwohnerwehren gestärkt. Zusätzlich wurde eine militärisch ausgestattete und teilweise kasernierte Sicherheitspolizei geschaffen, deren Mitglieder sich zu einem großen Teil aus ehemaligen Berufssoldaten und Freikorpsangehörigen zusammensetzten.
Es waren 80 Todesopfer zu beklagen. Der Fleischfabrikant Heil wurde vom Gericht für schuldig befunden, dass er aus Kalbskopfhäuten in zweifelhaftem Zustand – matschig, schimmelig und mit Maden durchsetzt – Sülze herstellte und sein Betrieb offensichtlich den hygienischen Anforderungen nicht genügte. Am 25. Oktober 1919 wurde er zu drei Monaten Gefängnis und einer Geldstrafe von 1000 Reichsmark verurteilt.
Heute erinnern eine Plakette im Hamburger Rathaus und ein Wandgemälde an der Fassade des Gebäudes der Verbraucherzentrale Hamburg an die Unruhen und die Folgen dieses frühen Lebensmittelskandals.